# Edmond (película)
Edmond es una película estadounidense de drama-thriller de 2005 dirigida por Stuart Gordon y protagonizada por William H. Macy, basada en la obra de teatro del mismo nombre. Fue escrita, tanto la obra de teatro como el guion, por David Mamet. Julia Stiles, Rebecca Pidgeon, Denise Richards, Mena Suvari, Joe Mantegna y George Wendt aparecen en papeles secundarios. Se proyectó en varios festivales de cine desde septiembre de 2005 a mayo de 2006, y tuvo un estreno limitado en Estados Unidos el 4 de julio de 2006.

## Sinopsis
Edmond Burke es un hombre de negocios de Nueva York, que visita a un adivina en su camino a casa. Ella afirma que Edmond "no está donde él pertenece". Él decide hacer cambios en su vida, empezando por dejar a su esposa. En un bar, Edmond le dice a un cliente que él no ha tenido relaciones sexuales desde hace tiempo y que en el matrimonio se perdió su masculinidad. El hombre le da la dirección de un club de striptease, donde Edmond es expulsado por un portero por no pagarle a una estríper borracha. A partir de entonces, Edmond comienza a vagar por las calles de la ciudad, realizando un recorrido por diversos lugares y personas de la noche neoyorkina, y encontrándose con prostitutas, proxenetas, ladrones y camareras, eventualmente precipitándose por un camino inestable cuyo final lo lleva al imprevisto lugar donde realmente logra sentir paz.